# Huell Howser
Huell Burnley Howser, ameriški komik in igralec, * 18. oktober 1945, Gallatin, Tennessee, ZDA – 7. januar 2013, Palm Springs, California, ZDA.